# Ursula Molka

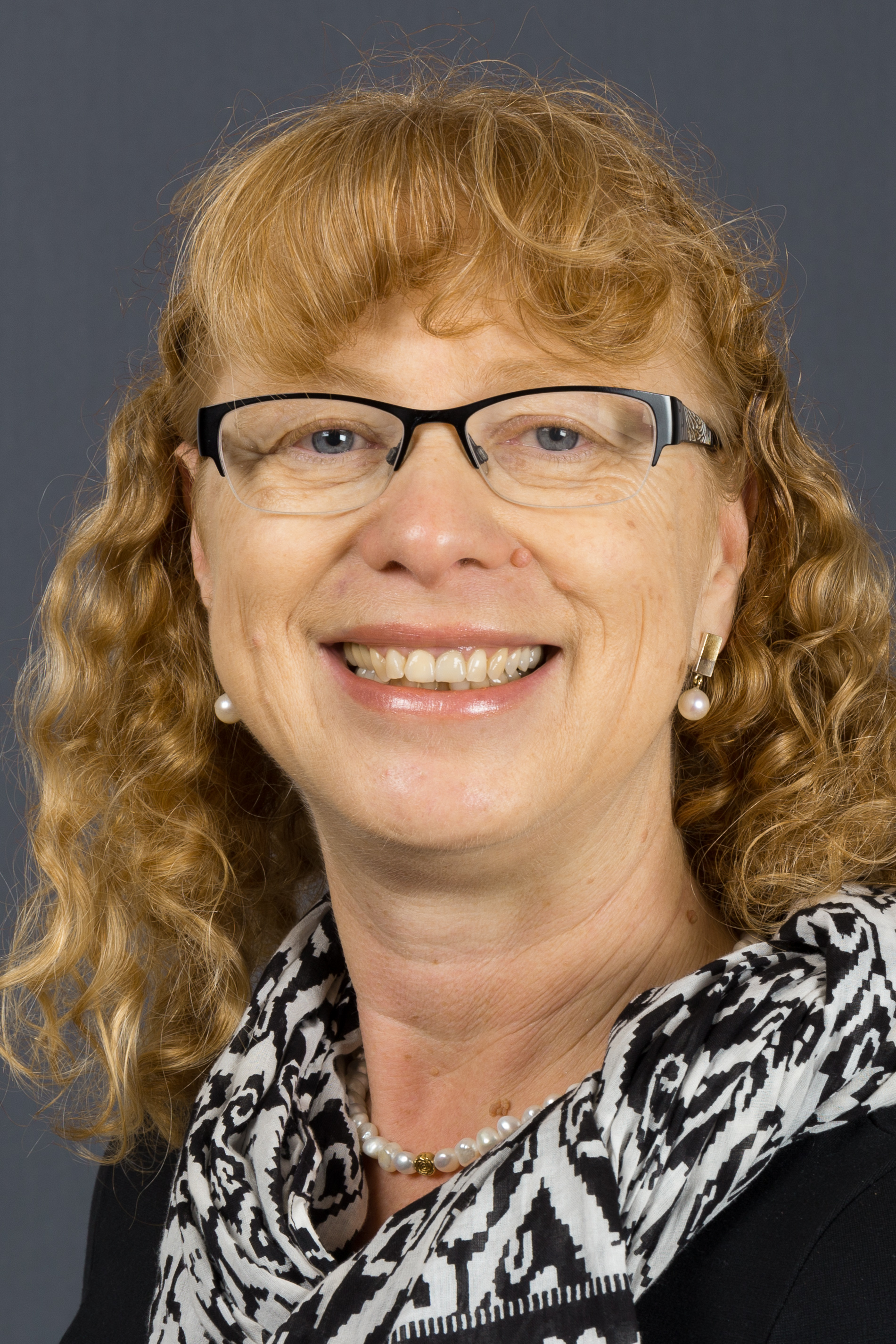
Ursula Molka, 2016

Ursula Molka (* 12. Oktober 1964 in Bad Godesberg) ist eine deutsche Verwaltungsjuristin. Sie ist seit 2012 die Direktorin beim Landtag Rheinland-Pfalz.

## Beruflicher Werdegang
Molka studierte von 1983 bis 1989 Rechtswissenschaften in Trier und arbeitete nach dem ersten Staatsexamen als wissenschaftliche Mitarbeiterin beim Institut für Umwelt- und Technikrecht an der Universität Trier. Von 1991 bis 1994 absolvierte sie ihr Referendariat im Gerichtsbezirk Koblenz. Nach dem zweiten Staatsexamen arbeitete sie bis 1998 bei den Finanzämtern Trier und Koblenz. 
Von 1998 bis 1999 war sie Aus- und Fortbildungsreferentin bei der Oberfinanzdirektion (OFD) Koblenz. 1999 wechselte sie zur Vertretung des Landes Rheinland-Pfalz beim Bund und der Europäischen Union. 2001 ging sie zur OFD Koblenz zurück und war dort bis 2003 als Referentin für Einkommensteuerrecht zuständig.

## Werdegang in der obersten Landesverwaltung
Von Dezember 2003 bis März 2005 war Molka Büroleiterin des Chefs der Staatskanzlei Rheinland-Pfalz Martin Stadelmaier und von 1. April 2005 bis zum 14. September 2010 dortige Leiterin des Referats „Personalangelegenheiten der Landesverwaltung und der Staatskanzlei, ressortübergreifende Personalplanung“. Von September 2010 bis Mai 2011 fungierte sie als Leiterin der Abteilung 1 „Justizverwaltung“ im Ministerium der Justiz. 
Vom 18. Mai 2011 bis 15. Dezember 2012 arbeitete sie als Ständige Vertreterin des Chefs der Staatskanzlei und Leiterin der Abteilung 4 „Ressortkoordination, Landtag“ in der Staatskanzlei Rheinland-Pfalz. Hierfür wurde sie von der Besoldungsgruppe B 3 zur Ministerialdirektorin (B 8) befördert.

## Landtag Rheinland-Pfalz
Ursula Molka wurde mit Wirkung vom 15. Dezember 2012 zur Direktorin beim Landtag Rheinland-Pfalz ernannt. Sie folgte auf Landtagsdirektor Lars Brocker, welcher im Juni desselben Jahres zum Präsidenten des Verfassungsgerichtshofes und des Oberverwaltungsgerichtes des Landes Rheinland-Pfalz aufgestiegen war. Molka leitet als ständige Vertreterin des Landtagspräsidenten in der Verwaltung die Landtagsverwaltung.